# Saint-Jean-Saint-Germain
Saint-Jean-Saint-Germain är en kommun i departementet Indre-et-Loire i regionen Centre-Val de Loire i de centrala delarna av Frankrike. Kommunen ligger i kantonen Loches som tillhör arrondissementet Loches. År 2022 hade Saint-Jean-Saint-Germain 746 invånare.

## Befolkningsutveckling
Antalet invånare i kommunen Saint-Jean-Saint-Germain
Referens:INSEE